# Oca (rivière)
Pour les articles homonymes, voir Oca.
L'Oca est un Rio (rivière) de la province de Burgos, dans le nord de l'Espagne. C'est un affluent de l'Ebre qui naît dans la Cordillère Ibérique et a une longueur de 70 km.

## Parcours
Elle traverse, de sud au nord les communes de Rábanos, Villafranca Montes de Oca, Vallée d'Oca, Alcocero de Mola, Prádanos de Bureba, Briviesca, Vileña, Les Quartiers de Bureba et Oña.
Cette rivière descend de la Montagne Oca, près de Rabanos (province de Burgos). Le cours d'eau, près de sa source, suit le défilé étroit de La Hoz de 700 mètres de longueur et cent de hauteur dans ses roches coupées à bout. Couloir, gorge inexpugnable de grande valeur stratégique, au XIe siècle, défendu par le château d'Alba.
La chênaie ombrage le cours d'eau avant d'arriver à Villafranca. Il défile par le Valle des Ajos (vallée d'Oca), entre des éminences arrondies nues et déchirées des courants, rideaux d'arbres cachant à moitié les modestes villages comme Villanasur Río Oca, Villalbos, Villalmóndar, Cueva Cardiel et d'Alcocero.
Il se jette dans le fleuve Ebre.

## Affluents
Il reçoit, sur sa droite, la rivière Matapán et les cours de Valsorda et de Penches, tandis que sur sa rive gauche les rivières Cerratón, Anguilas et Homino le rejoignent ainsi que les cours du Hoyo et de Valdazo.

## Toponymie
C'est la rivière de la comarque Bureba, connue anciennement sous le nom de Vesica. Il ne faut pas confondre avec son homophone Oka (Biscaye), qui s'écrit aussi Rio Oca dans la toponymie castillane.